# Famille Budes de Guébriant
La famille Budes de Guébriant est une famille subsistante de la noblesse française, d'extraction féodale, originaire de Bretagne.
Sa filiation est suivie depuis le début du XIVe siècle. Elle fut maintenue noble en 1670 devant le Parlement de Bretagne à Rennes.

## Personnalités

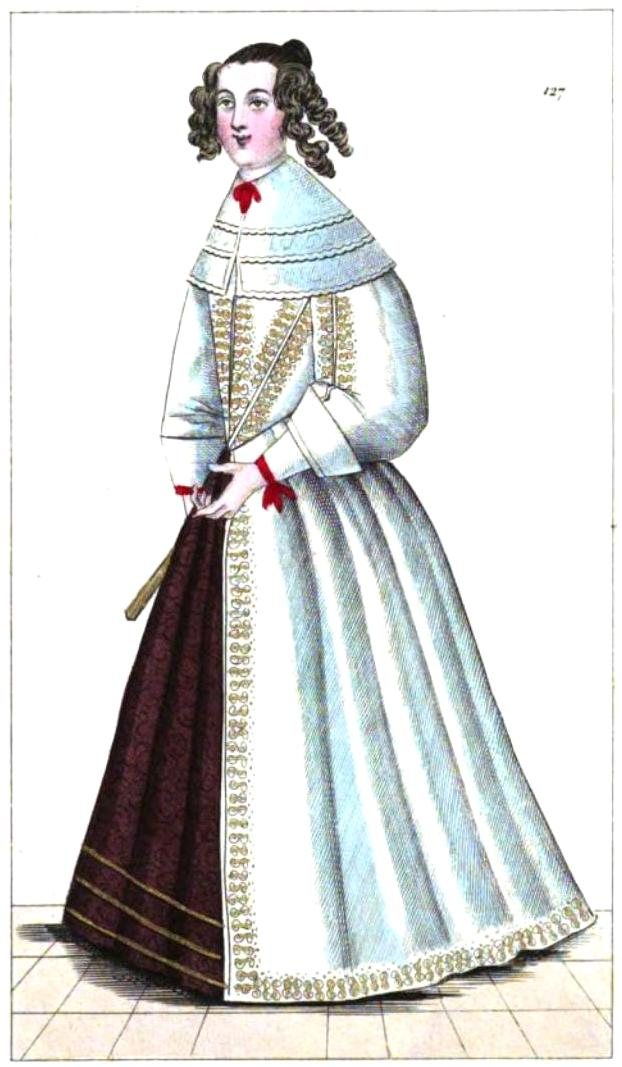
Anne Budes, dite Mademoiselle de Guébriant

- Jean-Baptiste Budes de Guébriant (1602-1643), maréchal de France, comte de Guébriant ;
- Anne Budes, dite Mademoiselle de Guébriant, fille d'honneur de la reine Marie-Thérèse d'Autriche, accompagna l'ambassadrice de France en Pologne, sa tante la maréchale de Guébriant l'épouse de Jean-Baptiste Budes de Guébriant, et mourut sans alliance vers 1647[2] ;
- Anne-Marie Budes de Guébriant (1651-1674), religieuse au couvent de la Visitation, morte à 23 ans, à l'origine de la fondation du couvent de la Retraite de Rennes avec sa mère, Jeanne Budes de Guébriant[3] ;
- Joseph-Marie Budes de Guébriant (1701-1760), chef d'escadre des armées navales ;
- Bertrand Budes de Guébriant (né en 1980), maire de Craon depuis 2020 et propriétaire du château de Craon.

## Filiation
- Comte Louis Jean Baptiste Spiridon Budes de Guébriant, né vers 1731, décédé en 1786, seigneur de Kerdaniel, colonel au régiment de Penthièvre
  - Sylvestre Budes de Guébriant (1779-1845), pair de France en 1827, baron en 1829, marié en 1804 avec Olympe de Poulpiquet de Coatlès, dont :
    - Ernest Budes de Guébriant (1815-1899), marié en 1839 avec Cécile de Rochechouart de Mortemart, dont :
      - Jean Budes de Guébriant (1860-1935), missionnaire, archevêque titulaire de Marcianopolis (de), supérieur général des Missions étrangères de Paris ;
      - Alain Budes de Guébriant (1852-1931), agronome, maire de Saint-Pol-de-Léon, conseiller général du Finistère, marié en 1879 avec Léonie de Durfort-Civrac de Lorges (1859-1949), dont :
        - Hervé Budes de Guébriant (1880-1972), dont :
          - Alain Budes de Guébriant (5 août 1905-4 août 1944), maire de Saint-Pol-de-Léon, conseiller général du Finistère, fusillé par la Wehrmacht en représailles après qu'il a pris place de lui-même parmi les otages dont un nombre avait été fixé[4] ;
          - Jean Budes de Guébriant (1911-2001), explorateur (Haut-Amazone), diplomate[réf. souhaitée],[5] [réf. à confirmer]

        - Alfred Budes de Guébriant (1883-1968), maire de Saint-Jean-Kerdaniel (de 1919 à 1965), marié en 1911 avec Irène Louys de La Grange (1885-1958), dont :
          - Louis Budes de Guébriant (1916-2005), journaliste français.

## Branche cadette
| Jean Budes (xx-xx)                               | Jean Budes (xx-xx)                               | Jean Budes (xx-xx)                               | Jean Budes (xx-xx)                               | Jean Budes (xx-xx)                               | Jean Budes (xx-xx)                               |                          |                          | Louise du Gourvinec (xx-xx)    | Louise du Gourvinec (xx-xx)    | Louise du Gourvinec (xx-xx)    | Louise du Gourvinec (xx-xx)    | Louise du Gourvinec (xx-xx)    | Louise du Gourvinec (xx-xx)    |  |  | Guillaume du Bouilly (xx-xx) | Guillaume du Bouilly (xx-xx) | Guillaume du Bouilly (xx-xx) | Guillaume du Bouilly (xx-xx) | Guillaume du Bouilly (xx-xx) | Guillaume du Bouilly (xx-xx) |                          |                          | Marguerite de Rosmadec (xx-22/04/1655) | Marguerite de Rosmadec (xx-22/04/1655) | Marguerite de Rosmadec (xx-22/04/1655) | Marguerite de Rosmadec (xx-22/04/1655) | Marguerite de Rosmadec (xx-22/04/1655) | Marguerite de Rosmadec (xx-22/04/1655) |  |  |                        |                        |                        |                        |                        |                        |  |  |                                     |                                     |                                     |                                     |                                     |                                     |  |  |                      |                      |                      |                      |                      |                      |  |  |                         |                         |                         |                         |                         |                         |  |  |                         |                         |                         |                         |                         |                         |
| Jean Budes (xx-xx)                               | Jean Budes (xx-xx)                               | Jean Budes (xx-xx)                               | Jean Budes (xx-xx)                               | Jean Budes (xx-xx)                               | Jean Budes (xx-xx)                               |                          |                          | Louise du Gourvinec (xx-xx)    | Louise du Gourvinec (xx-xx)    | Louise du Gourvinec (xx-xx)    | Louise du Gourvinec (xx-xx)    | Louise du Gourvinec (xx-xx)    | Louise du Gourvinec (xx-xx)    |  |  | Guillaume du Bouilly (xx-xx) | Guillaume du Bouilly (xx-xx) | Guillaume du Bouilly (xx-xx) | Guillaume du Bouilly (xx-xx) | Guillaume du Bouilly (xx-xx) | Guillaume du Bouilly (xx-xx) |                          |                          | Marguerite de Rosmadec (xx-22/04/1655) | Marguerite de Rosmadec (xx-22/04/1655) | Marguerite de Rosmadec (xx-22/04/1655) | Marguerite de Rosmadec (xx-22/04/1655) | Marguerite de Rosmadec (xx-22/04/1655) | Marguerite de Rosmadec (xx-22/04/1655) |  |  |                        |                        |                        |                        |                        |                        |  |  |                                     |                                     |                                     |                                     |                                     |                                     |  |  |                      |                      |                      |                      |                      |                      |  |  |                         |                         |                         |                         |                         |                         |  |  |                         |                         |                         |                         |                         |                         |
|                                                  |                                                  |                                                  |                                                  |                                                  |                                                  |                          |                          |                                |                                |                                |                                |                                |                                |  |  |                              |                              |                              |                              |                              |                              |                          |                          |                                        |                                        |                                        |                                        |                                        |                                        |  |  |                        |                        |                        |                        |                        |                        |  |  |                                     |                                     |                                     |                                     |                                     |                                     |  |  |                      |                      |                      |                      |                      |                      |  |  |                         |                         |                         |                         |                         |                         |  |  |                         |                         |                         |                         |                         |                         |
|                                                  |                                                  |                                                  |                                                  | Christophe Budes (xx-xx)                         | Christophe Budes (xx-xx)                         | Christophe Budes (xx-xx) | Christophe Budes (xx-xx) | Christophe Budes (xx-xx)       | Christophe Budes (xx-xx)       |                                |                                |                                |                                |  |  |                              |                              |                              |                              | Renée du Bouilly (xx-xx)     | Renée du Bouilly (xx-xx)     | Renée du Bouilly (xx-xx) | Renée du Bouilly (xx-xx) | Renée du Bouilly (xx-xx)               | Renée du Bouilly (xx-xx)               |                                        |                                        |                                        |                                        |  |  |                        |                        |                        |                        |                        |                        |  |  |                                     |                                     |                                     |                                     |                                     |                                     |  |  |                      |                      |                      |                      |                      |                      |  |  |                         |                         |                         |                         |                         |                         |  |  |                         |                         |                         |                         |                         |                         |
|                                                  |                                                  |                                                  |                                                  | Christophe Budes (xx-xx)                         | Christophe Budes (xx-xx)                         | Christophe Budes (xx-xx) | Christophe Budes (xx-xx) | Christophe Budes (xx-xx)       | Christophe Budes (xx-xx)       |                                |                                |                                |                                |  |  |                              |                              |                              |                              | Renée du Bouilly (xx-xx)     | Renée du Bouilly (xx-xx)     | Renée du Bouilly (xx-xx) | Renée du Bouilly (xx-xx) | Renée du Bouilly (xx-xx)               | Renée du Bouilly (xx-xx)               |                                        |                                        |                                        |                                        |  |  |                        |                        |                        |                        |                        |                        |  |  |                                     |                                     |                                     |                                     |                                     |                                     |  |  |                      |                      |                      |                      |                      |                      |  |  |                         |                         |                         |                         |                         |                         |  |  |                         |                         |                         |                         |                         |                         |
|                                                  |                                                  |                                                  |                                                  |                                                  |                                                  |                          |                          |                                |                                |                                |                                |                                |                                |  |  |                              |                              |                              |                              |                              |                              |                          |                          |                                        |                                        |                                        |                                        |                                        |                                        |  |  |                        |                        |                        |                        |                        |                        |  |  |                                     |                                     |                                     |                                     |                                     |                                     |  |  |                      |                      |                      |                      |                      |                      |  |  |                         |                         |                         |                         |                         |                         |  |  |                         |                         |                         |                         |                         |                         |
|                                                  |                                                  |                                                  |                                                  |                                                  |                                                  |                          |                          |                                |                                |                                |                                |                                |                                |  |  |                              |                              |                              |                              |                              |                              |                          |                          |                                        |                                        |                                        |                                        |                                        |                                        |  |  |                        |                        |                        |                        |                        |                        |  |  |                                     |                                     |                                     |                                     |                                     |                                     |  |  |                      |                      |                      |                      |                      |                      |  |  |                         |                         |                         |                         |                         |                         |  |  |                         |                         |                         |                         |                         |                         |
| Jeanne Budes de Guébriant (xx-20 ? octobre 1683) | Jeanne Budes de Guébriant (xx-20 ? octobre 1683) | Jeanne Budes de Guébriant (xx-20 ? octobre 1683) | Jeanne Budes de Guébriant (xx-20 ? octobre 1683) | Jeanne Budes de Guébriant (xx-20 ? octobre 1683) | Jeanne Budes de Guébriant (xx-20 ? octobre 1683) |                          |                          | Jean Budes (xx-septembre 1655) | Jean Budes (xx-septembre 1655) | Jean Budes (xx-septembre 1655) | Jean Budes (xx-septembre 1655) | Jean Budes (xx-septembre 1655) | Jean Budes (xx-septembre 1655) |  |  | Claude Budes (xx-xx)         | Claude Budes (xx-xx)         | Claude Budes (xx-xx)         | Claude Budes (xx-xx)         | Claude Budes (xx-xx)         | Claude Budes (xx-xx)         |                          |                          | Renaud Budes (xx-xx)                   | Renaud Budes (xx-xx)                   | Renaud Budes (xx-xx)                   | Renaud Budes (xx-xx)                   | Renaud Budes (xx-xx)                   | Renaud Budes (xx-xx)                   |  |  | François Budes (xx-xx) | François Budes (xx-xx) | François Budes (xx-xx) | François Budes (xx-xx) | François Budes (xx-xx) | François Budes (xx-xx) |  |  | Marguerite Budes (xx-décembre 1651) | Marguerite Budes (xx-décembre 1651) | Marguerite Budes (xx-décembre 1651) | Marguerite Budes (xx-décembre 1651) | Marguerite Budes (xx-décembre 1651) | Marguerite Budes (xx-décembre 1651) |  |  | Louise Budes (xx-xx) | Louise Budes (xx-xx) | Louise Budes (xx-xx) | Louise Budes (xx-xx) | Louise Budes (xx-xx) | Louise Budes (xx-xx) |  |  | Madeleine Budes (xx-xx) | Madeleine Budes (xx-xx) | Madeleine Budes (xx-xx) | Madeleine Budes (xx-xx) | Madeleine Budes (xx-xx) | Madeleine Budes (xx-xx) |  |  | autres enfants… (xx-xx) | autres enfants… (xx-xx) | autres enfants… (xx-xx) | autres enfants… (xx-xx) | autres enfants… (xx-xx) | autres enfants… (xx-xx) |
| Jeanne Budes de Guébriant (xx-20 ? octobre 1683) | Jeanne Budes de Guébriant (xx-20 ? octobre 1683) | Jeanne Budes de Guébriant (xx-20 ? octobre 1683) | Jeanne Budes de Guébriant (xx-20 ? octobre 1683) | Jeanne Budes de Guébriant (xx-20 ? octobre 1683) | Jeanne Budes de Guébriant (xx-20 ? octobre 1683) |                          |                          | Jean Budes (xx-septembre 1655) | Jean Budes (xx-septembre 1655) | Jean Budes (xx-septembre 1655) | Jean Budes (xx-septembre 1655) | Jean Budes (xx-septembre 1655) | Jean Budes (xx-septembre 1655) |  |  | Claude Budes (xx-xx)         | Claude Budes (xx-xx)         | Claude Budes (xx-xx)         | Claude Budes (xx-xx)         | Claude Budes (xx-xx)         | Claude Budes (xx-xx)         |                          |                          | Renaud Budes (xx-xx)                   | Renaud Budes (xx-xx)                   | Renaud Budes (xx-xx)                   | Renaud Budes (xx-xx)                   | Renaud Budes (xx-xx)                   | Renaud Budes (xx-xx)                   |  |  | François Budes (xx-xx) | François Budes (xx-xx) | François Budes (xx-xx) | François Budes (xx-xx) | François Budes (xx-xx) | François Budes (xx-xx) |  |  | Marguerite Budes (xx-décembre 1651) | Marguerite Budes (xx-décembre 1651) | Marguerite Budes (xx-décembre 1651) | Marguerite Budes (xx-décembre 1651) | Marguerite Budes (xx-décembre 1651) | Marguerite Budes (xx-décembre 1651) |  |  | Louise Budes (xx-xx) | Louise Budes (xx-xx) | Louise Budes (xx-xx) | Louise Budes (xx-xx) | Louise Budes (xx-xx) | Louise Budes (xx-xx) |  |  | Madeleine Budes (xx-xx) | Madeleine Budes (xx-xx) | Madeleine Budes (xx-xx) | Madeleine Budes (xx-xx) | Madeleine Budes (xx-xx) | Madeleine Budes (xx-xx) |  |  | autres enfants… (xx-xx) | autres enfants… (xx-xx) | autres enfants… (xx-xx) | autres enfants… (xx-xx) | autres enfants… (xx-xx) | autres enfants… (xx-xx) |
|                                                  |                                                  |                                                  |                                                  |                                                  |                                                  |                          |                          |                                |                                |                                |                                |                                |                                |  |  |                              |                              |                              |                              |                              |                              |                          |                          |                                        |                                        |                                        |                                        |                                        |                                        |  |  |                        |                        |                        |                        |                        |                        |  |  |                                     |                                     |                                     |                                     |                                     |                                     |  |  |                      |                      |                      |                      |                      |                      |  |  |                         |                         |                         |                         |                         |                         |  |  |                         |                         |                         |                         |                         |                         |
|                                                  |                                                  |                                                  |                                                  | Anne-Marie Budes de Guébriant (1651-1674)        |                                                  |                          |                          |                                |                                |                                |                                |                                |                                |  |  |                              |                              |                              |                              |                              |                              |                          |                          |                                        |                                        |                                        |                                        |                                        |                                        |  |  |                        |                        |                        |                        |                        |                        |  |  |                                     |                                     |                                     |                                     |                                     |                                     |  |  |                      |                      |                      |                      |                      |                      |  |  |                         |                         |                         |                         |                         |                         |  |  |                         |                         |                         |                         |                         |                         |

## Armes et devise
- Armes : « D'argent au pin arraché de sinople, accosté de deux fleurs de lys de gueules. »[20],[21]
- Alias : « D'argent au pin arraché de sinople, fruité de trois pièces d'or, accosté de deux fleurs de lys de gueules. »[22],[23]

- Devises : « Superis victoria faustis »[20]

## Alliances
Les principales alliances de la famille Budes de Guébriant sont : Costa de Beauregard, Chabenat de Bonneuil (1774), de Poulpiquet de Coatlez (1804), de Rochechouart de Mortemart (1839), de Durfort Civrac de Lorge (1879), Mortier de Trévise (1904), Louys de La Grange (1911), de Grammont (1927), d'Espaigne de Vénevelles (1930), de Guigné (1935), de Saisy de Kerampuil (1948), de Vogüé (1960), du Réau de La Gaignonnière, de Cossé-Brissac.